# Campeonato Asiático de Atletismo de 2015 - Lançamento de dardo masculino
A prova do lançamento de dardo masculino do Campeonato Asiático de Atletismo de 2015 foi disputada no dia 6 de junho de 2015 no Wuhan Stadium em Wuhan, na China. 

## Recordes
Antes desta competição, os recordes mundiais e do campeonato nesta prova eram os seguintes:
|                       | Nome              | Nacionalidade | Distância | Local   | Data                 |
| --------------------- | ----------------- | ------------- | --------- | ------- | -------------------- |
| Recorde mundial       | Jan Železný       | Chéquia       | 98m 48cm  | Jena    | 25 de maio de 1996   |
| Recorde do campeonato | Yukifumi Murakami | Japão         | 83m 27cm  | Kobe    | 10 de julho de 2011  |
| Recorde asiático      | Zhao Qinggang     | China         | 89m 15cm  | Incheon | 2 de outubro de 2014 |

## Medalhistas
| Ouro                  | Prata                   | Bronze                  |
| Huang Shih-Feng (TPE) | Bobur Shokirjonov (UZB) | Yukifumi Murakami (JPN) |

## Cronograma
Todos os horários são locais (UTC+8)
| Data       | Hora  | Evento |
| ---------- | ----- | ------ |
| 6 de junho | 17:10 | Final  |

## Final
A final da prova ocorreu dia 6 de junho às 17:10. 
| Posição           | Atleta             | Nacionalidade  | #1    | #2    | #3    | #4    | #5    | #6    | Resultados | Notas |
| ----------------- | ------------------ | -------------- | ----- | ----- | ----- | ----- | ----- | ----- | ---------- | ----- |
| Medalha de ouro   | Huang Shih-Feng    | Taipé Chinesa  | 76.86 | 78.42 | x     | 78.49 | 79.74 | 78.96 | 79.74      |       |
| Medalha de prata  | Bobur Shokirjonov  | Uzbequistão    | 72.24 | 71.68 | 76.35 | 74.86 | 77.58 | 79.09 | 79.09      |       |
| Medalha de bronze | Yukifumi Murakami  | Japão          | 70.81 | 75.98 | x     | 79.05 | 73.58 | 74.56 | 79.05      |       |
| 4                 | Waruna Pedige      | Sri Lanka      | 71.40 | 71.56 | 76.75 | x     | x     | 73.48 | 76.75      |       |
| 5                 | Li Yingchang       | China          | 72.60 | 72.98 | x     | 73.17 | 75.84 | 73.64 | 75.84      |       |
| 6                 | Ma Qun             | China          | 73.02 | 71.80 | 68.70 | 68.31 | 74.84 | 73.88 | 74.84      |       |
| 7                 | Cheng Chao-Tsun    | Taipé Chinesa  | x     | 72.53 | 64.27 | x     | 73.71 | 68.62 | 73.71      |       |
| 8                 | Davander Singh     | Índia          | x     | 71.28 | x     | x     | 68.79 | x     | 71.28      |       |
| 9                 | Neeraj Chopra      | Índia          | 65.28 | 70.50 | x     |       |       |       | 70.50      |       |
| 10                | Deng Sheng         | China          | x     | 63.50 | x     |       |       |       | 63.50      |       |
| 11                | Abd Hafiz          | Indonésia      | 57.16 | 58.71 | 56.55 |       |       |       | 58.71      |       |
| 12                | Abdullah Al-Ghamdi | Arábia Saudita | 55.53 | x     | –     |       |       |       | 55.53      |       |

Legenda
| Recorde mundial       | Recorde mundial (World record)               |                       | Recorde africano                      | Recorde africano (African) |                                           | Q | Classificado por posição (Qualified) |
| Recorde do campeonato | Recorde do campeonato (Championship record)  | Recorde da América    | Recorde da América (Americas)         | q                          | Classificado por melhor tempo (Qualified) |   |                                      |
| Melhor marca do ano   | Melhor marca do ano (World leading)          | Recorde asiático      | Recorde asiático (Asian)              | DNS                        | Não largou (Did not start)                |   |                                      |
| Recorde nacional      | Recorde nacional (National record)           | Recorde europeu       | Recorde europeu (European)            | DNF                        | Não terminou (Did not finish)             |   |                                      |
| Recorde pessoal       | Recorde pessoal do atleta (Personal best)    | Recorde da Oceania    | Recorde da Oceania (Oceania)          | DSQ / DQ                   | Desclassificado (Disqualified)            |   |                                      |
| Recorde da temporada  | Recorde da temporada do atleta (Season best) | Recorde sul-americano | Recorde sul-americano (South America) | NM                         | Sem marca (No mark)                       |   |                                      |